# Роузмід (Каліфорнія)
Роузмід (англ. Rosemead) — місто (англ. city) в США, в окрузі Лос-Анджелес штату Каліфорнія. Населення — 51 185 осіб (2020).

## Географія
Роузмід розташований за координатами 34°4′8″ пн. ш. 118°4′58″ зх. д. / 34.06889° пн. ш. 118.08278° зх. д. (34.068880, -118.082680).  За даними Бюро перепису населення США в 2010 році місто мало площу 13,41 км², з яких 13,37 км² — суходіл та 0,04 км² — водойми.

## Демографія
Згідно з переписом 2010 року, у місті мешкали 53 764 особи в 14 247 домогосподарствах у складі 11 903 родин. Густота населення становила 4011 особа/км².  Було 14805 помешкань (1104/км²).
Расовий склад населення:
| - 60,7 % — азіатів - 21,1 % — білих - 0,7 % — корінних американців - 0,5 % — чорних або афроамериканців - 0,1 % — вихідців з тихоокеанських островів - 14,8 % — осіб інших рас |

До двох чи більше рас належало 2,2 %. Частка іспаномовних становила 33,8 % від усіх жителів.
За віковим діапазоном населення розподілялося таким чином: 22,7 % — особи молодші 18 років, 64,3 % — особи у віці 18—64 років, 13,0 % — особи у віці 65 років та старші. Медіана віку мешканця становила 38,1 року. На 100 осіб жіночої статі у місті припадало 97,3 чоловіків;  на 100 жінок у віці від 18 років та старших — 94,9 чоловіків також старших 18 років.
Середній дохід на одне домашнє господарство  становив 59 455 доларів США (медіана — 44 906), а середній дохід на одну сім'ю — 60 692 долари (медіана — 44 578). Медіана доходів становила 32 391 долар для чоловіків та 31 247 доларів для жінок. За межею бідності перебувало 19,3 % осіб, у тому числі 27,9 % дітей у віці до 18 років та 14,1 % осіб у віці 65 років та старших.
Цивільне працевлаштоване населення становило 23 886 осіб. Основні галузі зайнятості: освіта, охорона здоров'я та соціальна допомога — 17,9 %, виробництво — 13,0 %, роздрібна торгівля — 12,7 %.